# Gimnastyka sportowa na Igrzyskach Panamerykańskich 2019
Gimnastyka sportowa na Igrzyskach Panamerykańskich 2019 – jedna z dyscyplin na igrzyskach panamerykańskich w Limie. Zawody zostały rozegrane w dniach 27–31 lipca 2019 roku.

## Medaliści
| Konkurencja                           | Złoto                                                                                          | Srebro                                                                                          | Brąz                                                                                          |        |
| Mężczyźni                             |                                                                                                |                                                                                                 |                                                                                               |        |
| Wielobój indywidualny                 | Caio Souza                                                                                     | Arthur Mariano                                                                                  | Cory Paterson                                                                                 | [ 1 ]  |
| Ćwiczenia wolne                       | Tomás González                                                                                 | Robert Neff                                                                                     | Andrés Martínez                                                                               | [ 2 ]  |
| Ćwiczenia na koniu z łękami           | Francisco Barretto Júnior                                                                      | Robert Neff                                                                                     | Carlos Calvo                                                                                  | [ 3 ]  |
| Ćwiczenia na kółkach                  | Fabián de Luna                                                                                 | Arthur Zanetti                                                                                  | Federico Molinari                                                                             | [ 4 ]  |
| Skok                                  | Audrys Nin                                                                                     | Jorge Vega                                                                                      | Alejandro de la Cruz                                                                          | [ 5 ]  |
| Ćwiczenia na poręczach                | Isaac Núñez                                                                                    | Caio Souza                                                                                      | Cameron Bock                                                                                  | [ 6 ]  |
| Ćwiczenia na drążku                   | Francisco Barretto Júnior                                                                      | Arthur Mariano                                                                                  | Huber Godoy                                                                                   | [ 7 ]  |
| Wielobój drużynowy                    | Brazylia Francisco Barretto Júnior · Arthur Mariano · Luis Porto · Caio Souza · Arthur Zanetti | Stany Zjednoczone Cameron Bock · Grant Breckenridge · Brody Malone · Robert Neff · Genki Suzuki | Kanada Zachary Clay · René Cournoyer · Justin Karstadt · Cory Paterson · Samuel Zakutney      | [ 8 ]  |
| Kobiety                               |                                                                                                |                                                                                                 |                                                                                               |        |
| Wielobój indywidualny                 | Elsabeth Black                                                                                 | Riley McCusker                                                                                  | Flávia Saraiva                                                                                | [ 9 ]  |
| Skok                                  | Elsabeth Black                                                                                 | Yesenia Ferrera                                                                                 | Shallon Olsen                                                                                 | [ 10 ] |
| Ćwiczenia na poręczach asymetrycznych | Riley McCusker                                                                                 | Leanne Wong                                                                                     | Elsabeth Black                                                                                | [ 11 ] |
| Ćwiczenia na równoważni               | Kara Eaker                                                                                     | Elsabeth Black                                                                                  | Riley McCusker                                                                                | [ 12 ] |
| Ćwiczenia wolne                       | Brooklyn Moors                                                                                 | Kara Eaker                                                                                      | Flávia Saraiva                                                                                | [ 13 ] |
| Wielobój drużynowy                    | Stany Zjednoczone Kara Eaker · Aleah Finnegan · Morgan Hurd · Riley McCusker · Leanne Wong     | Kanada Elsabeth Black · Brooklyn Moors · Shallon Olsen · Isabela Onyshko · Victoria Woo         | Brazylia Jade Barbosa · Thaís dos Santos · Lorrane Oliveira · Carolyne Pedro · Flávia Saraiva | [ 14 ] |

## Klasyfikacja medalowa
| Pozycja | Reprezentacja     | Złoto | Srebro | Brąz | Razem |
| ------- | ----------------- | ----- | ------ | ---- | ----- |
| 1.      | Brazylia          | 4     | 4      | 3    | 11    |
| 2.      | Stany Zjednoczone | 3     | 6      | 2    | 11    |
| 3.      | Kanada            | 3     | 2      | 4    | 9     |
| 4.      | Meksyk            | 2     | 0      | 0    | 2     |
| 5.      | Chile             | 1     | 0      | 0    | 1     |
| 5.      | Dominikana        | 1     | 0      | 0    | 1     |
| 7.      | Kuba              | 0     | 1      | 2    | 3     |
| 8.      | Gwatemala         | 0     | 1      | 0    | 1     |
| 9.      | Kolumbia          | 0     | 0      | 2    | 2     |
| 10.     | Argentyna         | 0     | 0      | 1    | 1     |
| Razem   | Razem             | 14    | 14     | 14   | 42    |